# Romano d'Ezzelino
Romano d'Ezzelino est une commune de la province de Vicence dans la région Vénétie en Italie.

## Administration
| Période | Période | Identité        | Étiquette              | Qualité                 |
| ------- | ------- | --------------- | ---------------------- | ----------------------- |
| 2004    | 2006    | Rossella Olivo  | Maison des Libertés    | Maire                   |
| 2006    | 2007    |                 |                        | Commissaire préfectoral |
| 2007    | 2012    | Rossella Olivo  | Maison des Libertés    | Maire                   |
| 2012    | 2017    | Rossella Olivo  | Centre droit           | Maire                   |
| 2017    | Courant | Simone Bontorin | Liste civique (Italie) | Maire                   |

### Hameaux
Sacro Cuore, San Giacomo, Fellette, Romano d'Ezzelino

## Personnalités
- Eliodoro Farronato, (1912-1955), missionnaire en Birmanie

### Communes limitrophes
Bassano del Grappa, Borso del Grappa, Cassola, Mussolente, Pove del Grappa, Solagna